# Maison, 11 rue de l'Ancien-Palais
La maison, 11 rue de l'Ancien-Palais est située à Moulins (France).

## Localisation
La maison est située sur la commune de Moulins, dans le département de l'Allier, en région Auvergne-Rhône-Alpes.

## Description
La façade principale de la maison est avec un pignon très élancé avec étages en encorbellement et pans de bois, au-dessus d'un rez-de-chaussée en pierre. Il semble que le rez-de-chaussée ait été refait au XVIe siècle, avec pilastres et corniche, frise ornée.

## Historique
La maison est inscrite partiellement au titre des monuments historiques par arrêté du 22 février 1927.

## Galerie

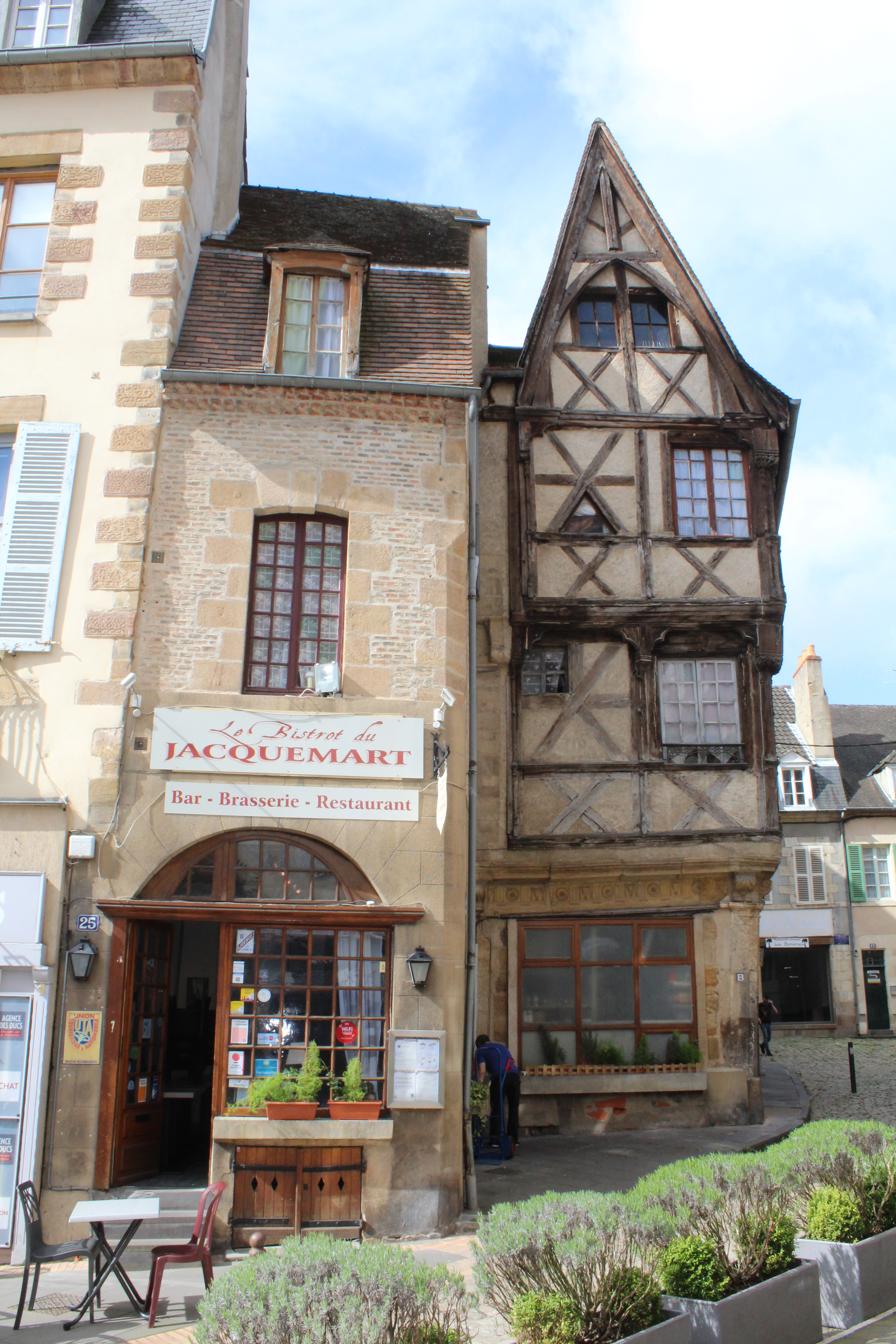
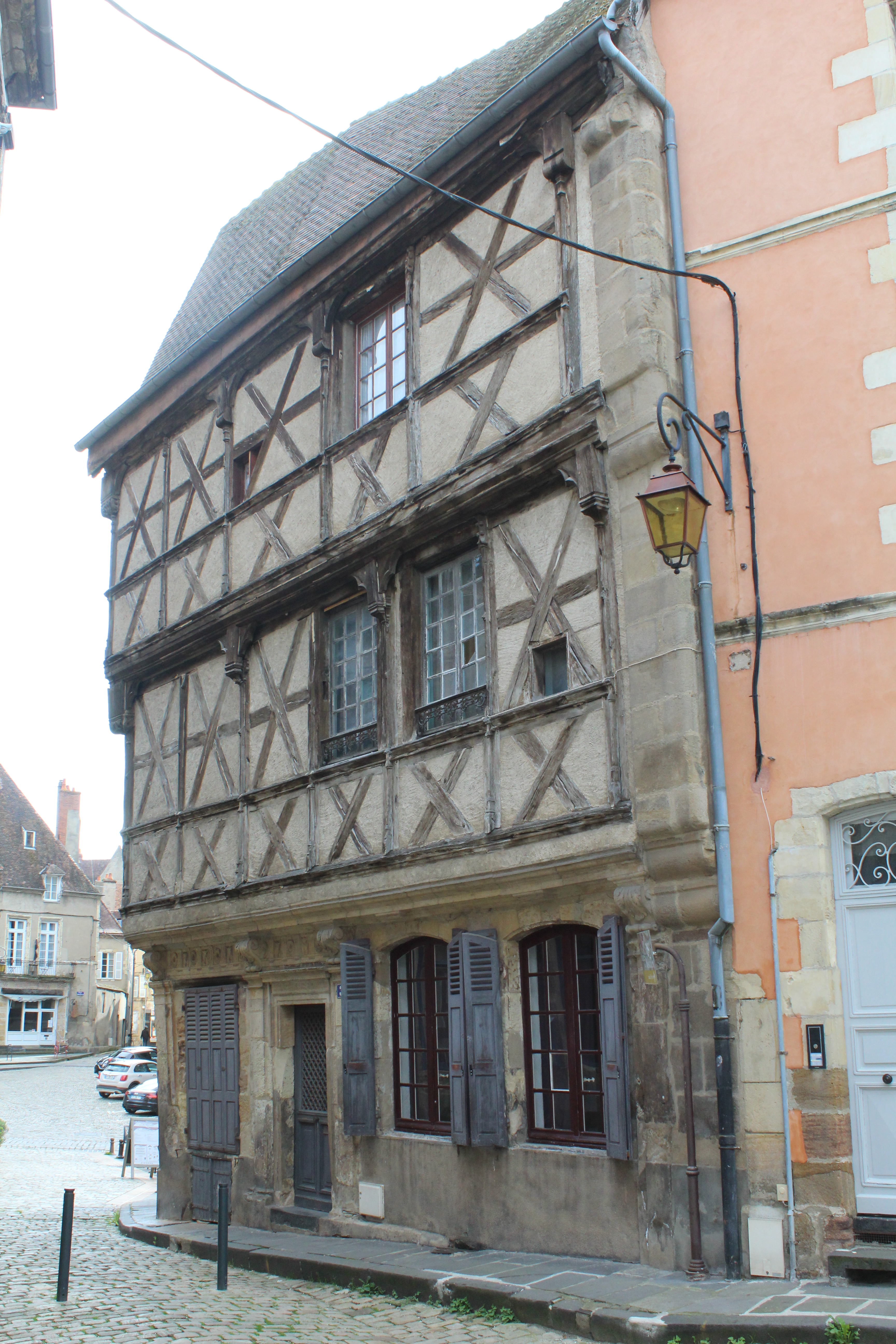
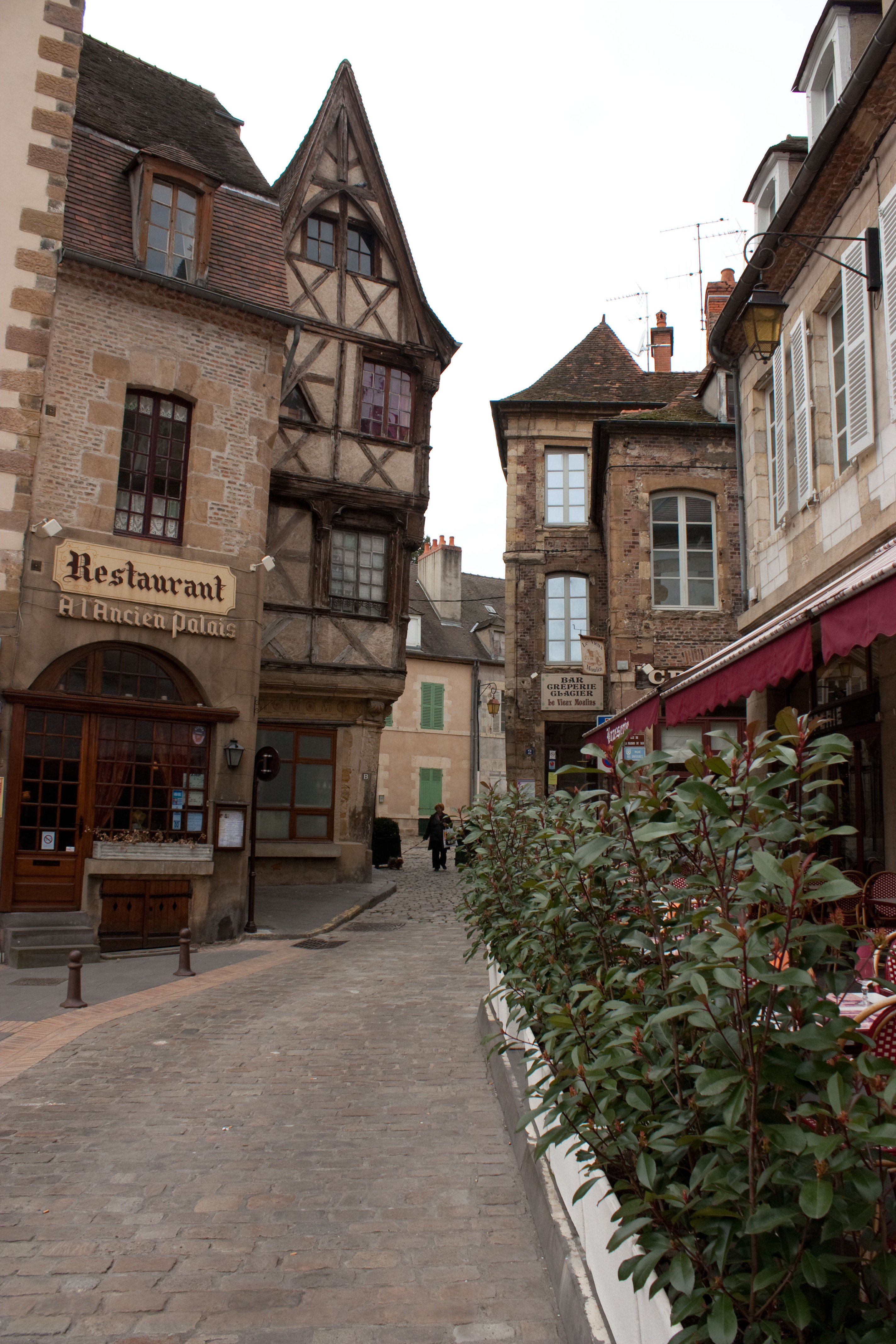
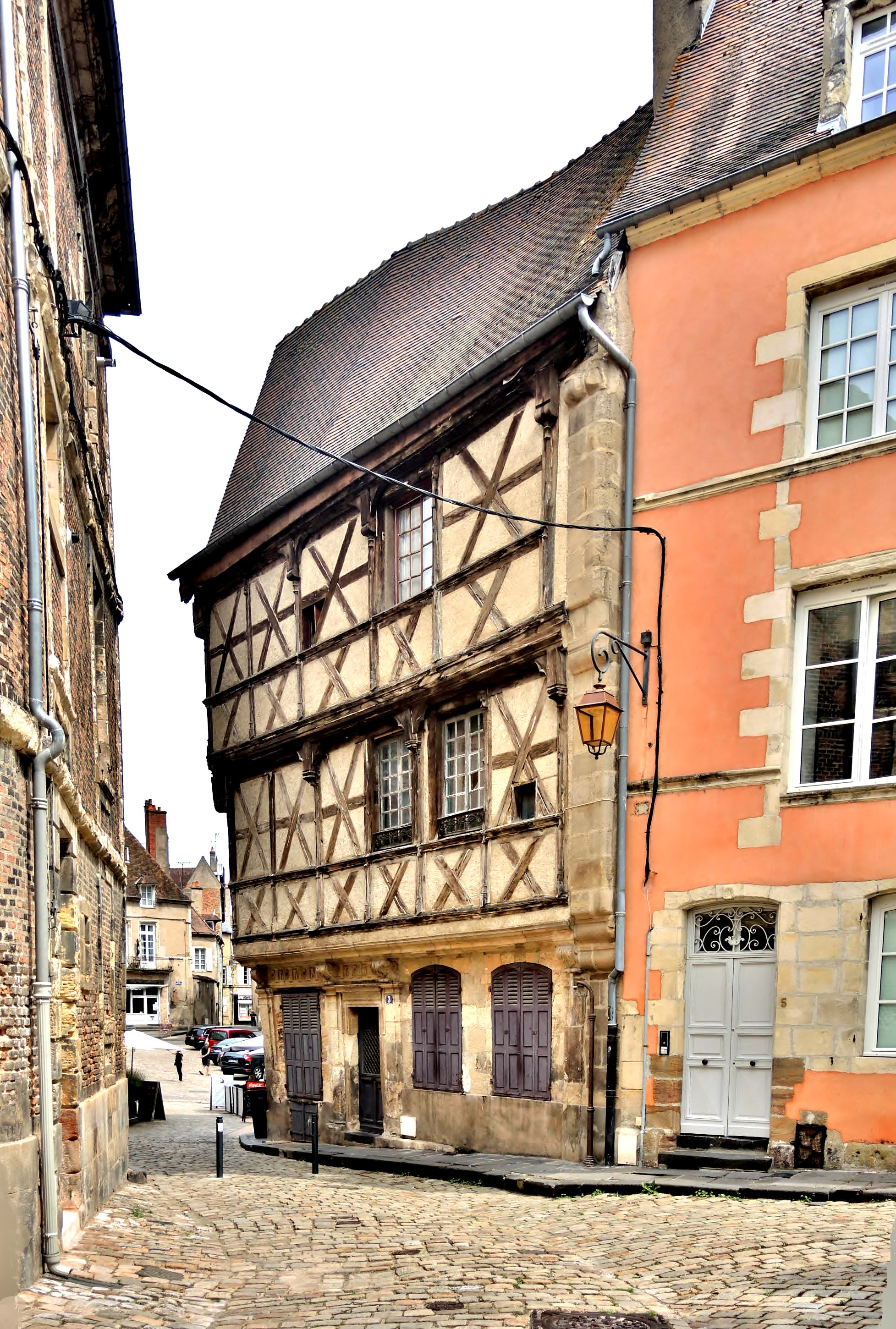
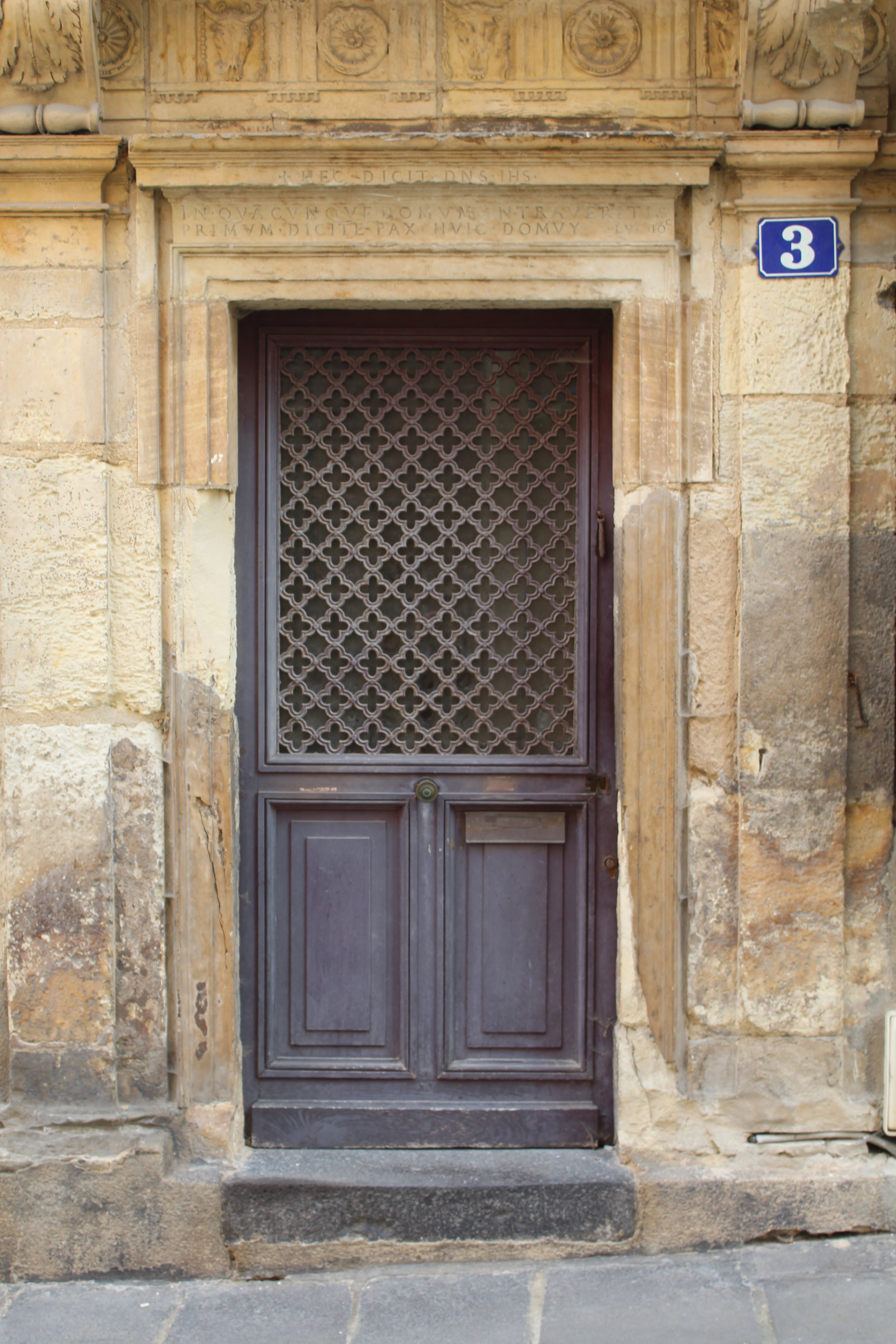
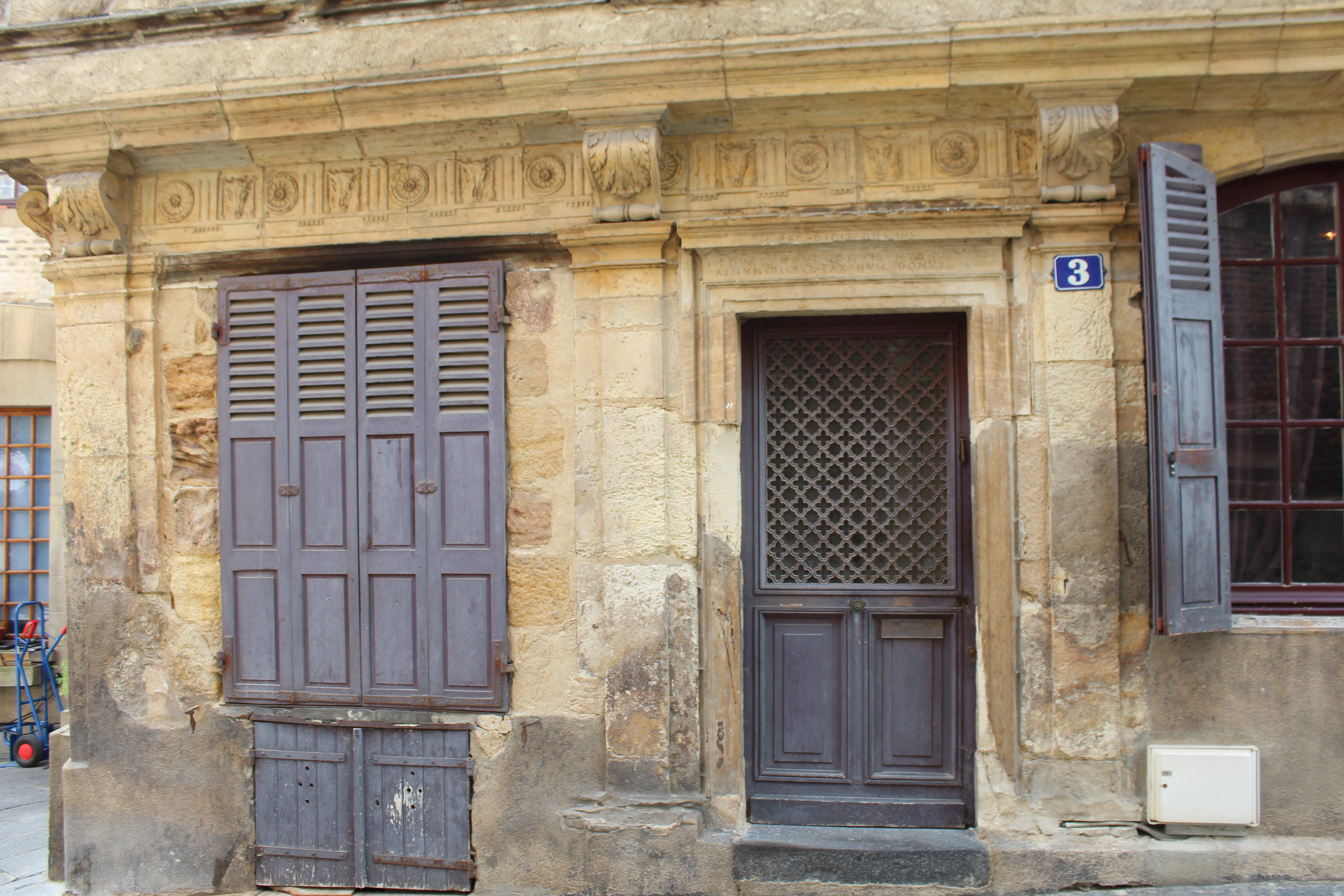

## Protection
Éléments protégés : la facade.